# Nachala (mošav)
Nachala (hebrejsky נַחֲלָה‎‎, v oficiálním přepisu do angličtiny Nahala) je vesnice typu mošav v Izraeli, v Jižním distriktu, v oblastní radě Jo'av.

## Geografie
Leží v nadmořské výšce 125 metrů v pobřežní nížině, v regionu Šefela.
Obec se nachází 20 kilometrů od břehu Středozemního moře, cca 46 kilometrů jižně od centra Tel Avivu, cca 44 kilometrů jihozápadně od historického jádra Jeruzalému a 6 kilometrů severovýchodně od města Kirjat Gat. Nachalu obývají Židé, přičemž osídlení v tomto regionu je etnicky převážně židovské.
Nachala je na dopravní síť napojena pomocí lokální silnice číslo 3553, jež západně od vesnice ústí do dálnice číslo 40. Západně od vesnice probíhá též železniční trať z Tel Avivu do Beerševy, která zde ale nemá stanici. Podél východního okraje mošavu vede dálnice číslo 6 (Transizraelská dálnice).

## Dějiny
Nachala byla založena v roce 1953. Novověké židovské osidlování tohoto regionu začalo po válce za nezávislost tedy po roce 1948, kdy oblast ovládla izraelská armáda. Tehdy také zanikla arabská vesnice Summil, jež stávala v prostoru nynější židovské vesnice.
Vesnice byla zřízena v rámci osidlovacího programu Chevel Lachiš. Zakladatelem mošavu byli Židé z Jemenu, kteří do Izraele přišli v rámci Operace Létající koberec a zde se usadili 26. června 1953. Kvůli těžké ekonomické situaci mnoho prvotních osadníků vesnici opustilo. Částečně je pak doplnili stoupenci hnutí me-ha-Ir le-kfar (מהעיר לכפר‎) – „Z města do vesnice“. Vesnice plánuje stavební expanzi (73 parcel pro rodinné domy). Většina obyvatel za prací dojíždí mimo obec. V obci funguje společenské centrum, obchod a sportovní areály.
Název vesnice odkazuje na biblický citát z Knihy Deuteronomium 12,9: „Dosud jste totiž nevešli do místa odpočinutí a neujali se dědictví, které ti dává Hospodin, tvůj Bůh“

## Demografie
Podle údajů z roku 2014 tvořili naprostou většinu obyvatel v Nachale Židé (včetně statistické kategorie "ostatní", která zahrnuje nearabské obyvatele židovského původu ale bez formální příslušnosti k židovskému náboženství). Jde o menší obec vesnického typu s dlouhodobě rostoucí populací. K 31. prosinci 2014 zde žilo 544 lidí. Během roku 2014 populace stoupla o 6,3 %.
| Rok            | 1961 | 1972 | 1983 | 1995 | 2001 | 2003 | 2004 | 2005 | 2006 | 2007 | 2008 | 2009 | 2010 | 2011 | 2012 | 2013 | 2014 |
| -------------- | ---- | ---- | ---- | ---- | ---- | ---- | ---- | ---- | ---- | ---- | ---- | ---- | ---- | ---- | ---- | ---- | ---- |
| Počet obyvatel | 449  | 399  | 367  | 386  | 389  | 395  | 385  | 374  | 398  | 403  | 406  | 419  | 447  | 437  | 466  | 512  | 544  |